# FC Alicante
Alicante CF war ein spanischer Fußballverein aus der Stadt Alicante, Comunidad Valenciana. Der 1918 gegründete Klub spielte vier Spielzeiten in der zweitklassigen Segunda División.

## Geschichte

### Die Anfänge
In seiner 90-jährigen Geschichte hat Alicante CF fast ausschließlich in der Tercera División bzw. „Regional Preferente“ (5. Liga) gespielt. Dennoch gelang es dem Verein auch Erfahrung in der Segunda División sammeln, in der Alicante insgesamt vier Jahre spielte. In der ersten Saison nach dem Spanischen Bürgerkrieg, 1939/40, stand man erstmals in Spaniens zweithöchster Spielklasse. Weitere Saisons in der Segunda División waren 1951/52, 1956/57 und 1957/58.

### Nachkriegschaos
Da nach dem Krieg im Jahre 1939 ein erhebliches Chaos im spanischen Fußball bestand und eine Vielzahl von Zweitliga-Gruppen bestanden, zum Teil aus sportlich qualifizierten und zum Teil wegen des jeweiligen Bevölkerungspotenzials, musste selbst der in seiner Gruppe am Saisonende Dritter gewordene Alicante CF den Weg in die Drittklassigkeit antreten. In den 1950er Jahren kehrte Alicante noch einmal für drei Jahre in die Segunda División zurück, wo man mit dem Stadtrivalen Hércules Alicante zusammen spielte. Seit 1958 konnte Alicante jedoch in den nächsten 50 Jahren nicht mehr in diese zurückkehren.

### Zeit in der Bedeutungslosigkeit
Nach vielen Jahren in der Liga „Regional Preferente“ gelang unter Antonio Solana der Wiederaufstieg in die Tercera División. In dieser Zeit stand Alicante CF stets im Schatten des erfolgreichen Stadtnachbarn Hércules Alicante.

### Die letzten Jahre
Im Jahr 2001 konnte der Aufstieg in die Segunda División B perfekt gemacht werden. Obwohl mehrmals die Play-offs erreicht wurden, gelang die Rückkehr in die Segunda División bisher nicht. Zuletzt in Spanien auf sich aufmerksam machen konnte Alicante durch das Erreichen des Achtelfinals der Copa del Rey in der Saison 2002/03 als mit Espanyol Barcelona und dem FC Valencia gleich zwei Erstligisten ausgeschaltet werden konnten. Erst einem weiteren Erstliga-Vertreter, Deportivo La Coruña, musste man sich nach einem 1:1 zu Hause im Hinspiel mit einer 1:4-Auswärtsniederlage im Rückspiel geschlagen geben. Nach mehreren gescheiterten Versuchen wieder in die Segunda División zurückzukehren, gelang dies in der Saison 2007/08. Für Alicante blieb es jedoch ein einjähriges Gastspiel. 
2014 löste sich der Verein wegen Überschuldung auf. Als offizieller Nachfolgeverein wurde der Verein CF Alicante Independiente gegründet.

## Stadion
Alicante CF spielte im Stadion Ciudad Deportiva de Villafranqueza, welches eine Kapazität von 4.000 Zuschauern hat und sich auf dem gleichnamigen Trainingsgelände befindet.

## Erfolge
- Aufstieg in die Segunda División: 1950/51, 1955/56, 2007/08

## Spielzeiten
- Spielzeiten Primera División: 0
- Spielzeiten Segunda División: 5
- Spielzeiten Segunda División B: 9
- Spielzeiten Tercera División: 45
- Spielzeiten „Regional Preferente“: 17

## Bekannte ehemalige Spieler
- Fabio Morena